# Arbaouet
Arbaouet ou Arbaouat (em árabe: أربوات) é um município localizado na província de El Bayadh, Argélia. Segundo o censo de 2008, a população total do município era de 4 321 habitantes.